# Chajim Kac (politik)
Chajim Kac (hebrejsky חיים כץ‎, * 21. prosince 1947) je izraelský politik, bývalý poslanec Knesetu za stranu Likud. Byl ministrem sociální péče a sociálních služeb (2015–2019) a je ministrem turismu (2022–). Poté, co strana Židovská síla v lednu 2025 opustila vládu, byl Kac jmenován prozatímním ministrem na tři měsíce pro uvolněná tři ministerstva. Stal se tak ministrem národní bezpečnosti, ministrem kulturního dědictví a ministrem rozvoje periferie, Negevu a Galileje. V březnu 2025 se původní ministři do svých funkcí vrátili.

## Biografie
Narodil se v Německu. V roce 1949 přesídlil do Izraele. Vzdělání získal v oboru elektrotechnik na odborné škole začleněné do organizace World ORT. Žije ve městě Šoham, je ženatý, má tři děti. Hovoří hebrejsky a anglicky. Sloužil v izraelské armádě, kde získal hodnost Master Sergeant.

## Politická dráha
Od roku 1983 působil jako člen rady zaměstnanců podniku Israel Aerospace Industries. Od roku 1993 byl tajemníkem této odborové organizace. V roce 1996 se stal předsedou týmu pro penzijní pojištění izraelské odborové centrály Histadrut. V roce 1998 založil v rámci Histadrutu frakci nazvanou Oz.
Do Knesetu nastoupil po volbách roku 1999, ve kterých kandidoval za levicovou stranu Am echad. Ve funkčním období 1999–2003 Kac působil jako člen parlamentního výboru pro vědu a technologie a výboru práce, sociálních věcí a zdravotnictví. Mandát obhájil i ve volbách roku 2003, před nimiž ale přestoupil do strany Likud. V letech 2003–2006 pak zasedal ve výboru práce, sociálních věcí a zdravotnictví, jemuž i předsedal. Byl zároveň členem výboru finančního. Opět se do Knesetu dostal po volbách roku 2006, ale s jistým zpožděním, když nastoupil do parlamentu až v listopadu 2006 jako náhradník. Byl pak v letech 2006–2009 předsedou parlamentního podvýboru pro problémy výplaty penzí a podvýboru pro penze. Zasedal také ve finančním výboru. Opětovně byl do Knesetu zvolen ve volbách roku 2009. Od roku 2009 předsedá výboru práce, sociálních věcí a zdravotnictví, je členem finančního výboru a předsedou podvýboru pro rovná práva vdovců a vdov.
Mandát obhájil rovněž ve volbách v roce 2013 a volbách v roce 2015. Od května 2015 do srpna 2019 zastával ve čtvrté Netanjahuově vládě post ministra sociální péče a sociálních služeb.
V šesté vládě Benjamina Netanjahua od prosince 2022 zastává post ministra turismu. V lednu 2023 se vzdal poslaneckého mandátu. V lednu 2025 došlo k reorganizaci vlády. Poté, co strana Židovská síla v lednu 2025 opustila vládu z důvodu nesouhlasu s přijetím dohody o příměří s Hamásem, Kac byl jmenován prozatímním ministrem na tři měsíce pro uvolněná tři ministerstva. Stal se tak ministrem národní bezpečnosti, ministrem kulturního dědictví a ministrem rozvoje periferie, Negevu a Galileje. Tím se také stal členem bezpečnostního kabinetu vlády. V polovině března se poté, co Izrael obnovil boje v Pásmu Gazy, strana Židovská síla vrátila do vlády. Stalo se tak krátce před klíčovým hlasováním o státním rozpočtu. Média poté spekulovala, že jedním z důvodů obnovení bojů bylo vyhovění Ben Gvirovi výměnou za další podporu vlády.